# Palaeagapetus guppyi
Palaeagapetus guppyi är en nattsländeart som beskrevs av Schmid 1951. Palaeagapetus guppyi ingår i släktet Palaeagapetus och familjen smånattsländor. Inga underarter finns listade i Catalogue of Life.